# Шанина, Елена Юрьевна
Еле́на Ю́рьевна Ша́нина (род. 24 декабря 1952, Саратов) — советская и российская актриса театра и кино, певица, театральный педагог. Народная артистка Российской Федерации (1997). Лауреат театральной премии Золотая маска (2023).

## Биография
Елена Шанина родилась 24 декабря 1952 года в Саратове. Родители не были актёрами, мама из Ленинграда, отец Юрий — потомственный инженер, учился в Ленинградском институте водного транспорта. Из Ленинграда отец был направлен в Саратов, где и родилась Елена. В Саратове были непростые жилищные условия, первое время жили на дебаркадере, Лена много болела.
Окончила актёрский факультет ЛГИТМиКа (курс И. П. Владимирова).
В 1975 была приглашена в театр «Ленком» и переехала в Москву. Первая исполнительница знаменитой роли Кончиты в спектакле «Юнона» и «Авось» (1981). Во время гастролей «Ленкома» с этим спектаклем в Париже (1983) получила букет цветов из рук Мирей Матьё.
Работала с режиссёрами: В. В. Мирзоевым, Р. Е. Козаком, О. Б. Фоминым, А. Н. Максимовым, М. М. Козаковым
Работает на радио — Героиня в радиоспектакле «Нежность» по письмам А. Барбюса, Маруся в аудиоспектакле «Про Федота-стрельца, удалого молодца» по пьесе Л. Филатова.
Любимым писателем является Н. С. Гумилёв.

## Семья
Когда ей было 25 лет, один за другим ушли из жизни её младший брат, через несколько месяцев мать, следом и отец.
В 1970-е была замужем за актёром Михаилом Поляком (1948—1995). Вначале супруги были счастливы, но брак распался.
Во время работы в «Ленкоме» у актрисы был роман с коллегой по сцене Александром Збруевым, который в это время был женат. В 1992 году у Елены Шаниной и Александра Збруева родилась дочь Татьяна.

## Признание и награды
- Заслуженная артистка РСФСР (15 ноября 1984);
- Народная артистка Российской Федерации (11 сентября 1997);
- Орден Дружбы (16 сентября 2002)[2];
- Портрет Елены Шаниной изображён на монете достоинством в 1 доллар Ниуэ, посвящённой рок-опере «Юнона и Авось»[3];
- Елена Шанина послужила прототипом для памятника Эллочке-людоедке в Харькове.

## Творчество

### Театр

#### «Ленком»
- Неле, Беткин, Анна («Тиль» Г. И. Горина по Ш. де Костеру),
- Её высочество, прекрасная принцесса («Трубадур и его друзья» В. Б. Ливанова и Ю. С. Энтина),
- Мирра («В списках не значился» по Б. Л. Васильеву),
- Жанет («Хория» («Именем земли и солнца») И. П. Друцэ),
- Красотка («Звезда и смерть Хоакина Мурьеты» П. Неруды, музыка А. Л. Рыбникова),
- Майка («Встречи на Сретенке» по В. Л. Кондратьеву),
- Девушка, похожая на ангела («Жестокие игры» А. Н. Арбузова),
- Кончита («Юнона и Авось» А. А. Вознесенского, музыка А. Л. Рыбникова),
- Цейтл («Поминальная молитва» Горина по Шолом-Алейхему),
- Наталья Петровна («Две женщины» по пьесе «Месяц в деревне» И. С. Тургенева)[ЛЖ 5],
- Речид («Затмение» по мотивам романа «Над кукушкиным гнездом» Кена Кизи).

### Антреприза
С начала 1990-х годов играет также в антрепризных спектаклях:
- Вдова («Банан» по пьесе «Вдовы» С. Мрожека),
- Женщина у телефона («Карманный театр» Ж. Кокто),
- Нина («Нина» А. Руссена),
- Стелла («Коллекция Пинтера» по пьесе «Коллекция» Г. Пинтера).

### Кино
- 1975 — Концерт для двух скрипок — циркачка Санди
- 1976 — Аты-баты, шли солдаты… — Кима Вилленстович
- 1976 — Двенадцать стульев — Эллочка-людоедка
- 1979 — Камертон — Клавдия Сергеевна, классный руководитель
- 1980 — По данным уголовного розыска… — Зоя, сотрудница МУРа
- 1981 — Наше призвание — Варя Кулиш, начинающая журналистка
- 1982 — Принцесса цирка — Мари
- 1983 — Место действия — Маша, актриса, жена Алексея
- 1983 — Юнона и Авось (телеспектакль) — Кончита
- 1990 — Смерть в кино — Лена
- 1991 — Анна Карамазофф
- 1991 — И возвращается ветер… — Катя, жена Миши
- 1993 — Поминальная молитва (телеспектакль) — Цейтл
- 2002 — Всё, что ты любишь — Варвара
- 2003 — Пятый ангел — Галина
- 2007 — Искушение — врач пункта сдачи донорской крови
- 2007 — Сашка, любовь моя — Вера Дмитриевна
- 2008 — Тени Фаберже — Елена Павловна Санина
- 2021 — Кукловод — Леонидова

### Аудиоспектакли
- 1988 — «Про Федота-стрельца, удалого молодца» Л. Филатова (режиссёр А. Горовацкий) — Маруся (выпущен в 2002 году)

### Телевидение
В начале 1980-х годов Елена Шанина выступала в роли ведущей в детской передаче «Будильник». В настоящее время работает на телевидении, среди ролей в телевизионных спектаклях:
- Настенька («Беда от нежного сердца» В. А. Соллогуба),
- Доримена («Брак поневоле» Мольера).